# Lola THL2
A Lola THL2 egy Formula–1-es versenyautó, amellyel a Team Haas (USA) Ltd. csapat versenyzett az 1986-os Formula–1 világbajnokság során. Pilótái Alan Jones és Patrick Tambay voltak, illetve egy verseny erejéig az utóbbit helyettesítő Eddie Cheever.

## Áttekintés
Az autók tervezésénél jelen volt két, később a sportágban nagy karriert befutó fiatalember is: Ross Brawn és Adrian Newey. Akárcsak az elődje esetében, úgy itt is csak névleg volt az autó Lola-gyártmány: Eric Broadley volt a csapat főmérnökeként megnevezve, akivel a csapattulajdonos Carl Haas jó viszonyt ápolt. A konstruktőri bajnokságban is Lola néven szerepelt a csapat.
A THL2 a THL1 továbbfejlesztésével készült el, ebbe már belekerülhetett a Ford TEC turbómotorja, amire olyan régóta várt a csapat. A motor valójában egy átcímkézett Cosworth GBA motor volt, amelyet ugyanaz a Keith Duckworth tervezett, mint aki a Cosworth DFV motorokat is. Ugyan egyértelműen jobb volt, mint a Formula–1 szintjét is épphogy megütő Hart turbómotor, és képes volt már akár 900 lóerő leadására is, mégis hátrányban volt az addigra már kiforrott rivális motorokkal szemben. Emiatt csak a következő évre lett igazán versenyképes a technika.
Ez frusztrálta a pilótapárost, ugyanis maga az autó egyébként nagyon jól kezelhető volt. Mindketten kérlelték a Fordot, hogy gyártsanak nekik is különleges, csak az időmérő edzéseken használható, erősebb motorokat, de elutasították őket. Abban bíztak ugyanis, hogy a nyers erő és a jó időmérős tempó helyett a megbízhatóság lesz az, ami előnyöket hozhat számukra. Az olasz nagydíjon Alan Jones ki is fakadt emiatt, mert még a legoptimálisabb beállításaikkal sem vehették fel a versenyt a riválisokkal, a jobb eredményt elérő Tambay is közel 4 másodperccel volt lemaradva. Tempóban még a Zakspeed a saját gyenge négyhengeres motorjaival, valamint az Osella az elavult Alfa Romeo motorokkal is jobb volt náluk. Problémát jelentett az is, hogy a turbó kezelőszervei nem estek a versenyzők kezére, ellentétben a rivális csapatokkal, amelyek azokat a kormányra pakolták - a Team Haas versenyzőinek el kellett ehhez emelniük a kezüket róla.

## A szezon
Az autó csak a szezon harmadik versenyén mutatkozhatott be Imolában, és akkor is csak Jones vezette. Tambay csatlakozott második versenyzőként a csapathoz, ő az előző években a Renault csapatánál volt, és már nyert két futamot a Ferrari színeiben. Mindketten versenyeztek már Carl Haas csapatában a Can-Am bajnokságban, amit Tambay 1977-ben, Jones pedig 1978-ban meg is nyert.
Jones egész évben 4 pontot szerzett és az idény végén vissza is vonult. A legjobb eredménye egy osztrák negyedik hely volt, ami ráadásul kettős pontszerzés is, mert Tambay az ötödik lett. Meglepetésszerű volt ez, ugyanis a Ford motorok nem az erejükről voltak híresek, ez pedig kimondottan egy motorerőre támaszkodó pálya volt - a riválisok megbízhatatlansága azonban az előnyükre vált. Jones ráadásul hibás kuplunggal érte el mindezt úgy, hogy nem állt ki kereket cserélni és két kör hátrányban volt. Legjobb kvalifikációs eredményük Tambay hatodik helye volt a Hungaroringen. Kanadában Tambay balesetet szenvedett a verseny előtti bemelegítésen, és ezért detroitban sem tudott rajthoz állni, Eddie Cheever helyettesítette.
Habár a csapat mutatta a fejlődés jeleit, az idény közben váratlanul kihátrált mögülük a főszponzor Beatrice Foods, és a pénz hiányában a szezon befejezését követően meg is szűntek. Az idényt konstruktőri nyolcadikként zárták.

## Eredmények
(félkövér jelöli a pole pozíciót, dőlt betű a leggyorsabb kört)
| Év   | Csapat               | Motor                   | Gumik | Pilóták        | 1   | 2   | 3   | 4   | 5   | 6   | 7   | 8   | 9   | 10  | 11  | 12  | 13  | 14  | 15  | 16  | Pontok | Helyezés |
| ---- | -------------------- | ----------------------- | ----- | -------------- | --- | --- | --- | --- | --- | --- | --- | --- | --- | --- | --- | --- | --- | --- | --- | --- | ------ | -------- |
| 1986 | Team Haas (USA) Ltd. | Ford TEC (Cosworth GBA) | G     |                | BRA | ESP | SMR | MON | BEL | CAN | DET | FRA | GBR | GER | HUN | AUT | ITA | POR | MEX | AUS | 6      | 8.       |
| 1986 | Team Haas (USA) Ltd. | Ford TEC (Cosworth GBA) | G     | Alan Jones     |     |     | KI  | KI  | 11  | 10  | KI  | KI  | KI  | 9   | KI  | 4   | 6   | KI  | KI  | KI  | 6      | 8.       |
| 1986 | Team Haas (USA) Ltd. | Ford TEC (Cosworth GBA) | G     | Patrick Tambay |     |     |     | KI  | KI  | NI  |     | KI  | KI  | 8   | 7   | 5   | KI  | NR  | KI  | NR  | 6      | 8.       |
| 1986 | Team Haas (USA) Ltd. | Ford TEC (Cosworth GBA) | G     | Eddie Cheever  |     |     |     |     |     |     | KI  |     |     |     |     |     |     |     |     |     | 6      | 8.       |

## Forráshivatkozások
1. ↑  ARROWS BENETTON BMW. www.gurneyflap.com. (Hozzáférés: 2025. március 27.)
2. ↑  FORMULA 1 (2019. április 24.). „Alan Jones Interview | Beyond The Grid | Official F1 Podcast *STRONG LANGUAGE*”. (Hozzáférés: 2025. március 27.)
3. ↑  Az amerikai csodacsapat… (magyar nyelven). Napi F1 sztori, 2019. október 1. (Hozzáférés: 2025. március 27.)